# Congregação (Cúria Romana)
A congregação é um tipo de ministério da Cúria Romana, o organismo central administrativo da Igreja Católica. Cada Congregação é dirigida por um prefeito, que é um cardeal. Até há pouco tempo, quando um não-cardeal era nomeado para dirigir uma congregação, ele servia como um pró-prefeito até que fosse feito cardeal num consistório. Esta prática foi recentemente abandonada.

## Lista de Congregações actuais
- Congregação para a Doutrina da Fé
- Congregação para as Igrejas Orientais
- Congregação para o Culto Divino e Disciplina dos Sacramentos
- Congregação para os Bispos
- Congregação para a Educação Católica (para os Seminários e Institutos de Estudo)
- Congregação para as Causas dos Santos
- Congregação para o Clero
- Congregação para a Evangelização dos Povos
- Congregação para os Institutos de Vida Consagrada e as Sociedades de Vida Apostólica